# Shunzō Ōno
Shunzō Ōno (jap. 大野 俊三 Ōno Shunzō; ur. 29 marca 1965) – japoński piłkarz występujący na pozycji obrońcy.

## Kariera klubowa
Od 1983 do 1996 roku występował w klubach Kashima Antlers i Kyoto Purple Sanga.